# Weed Technology
Weed Technology is een internationaal, aan collegiale toetsing onderworpen wetenschappelijk tijdschrift op het gebied van de landbouwkunde en plantkunde. De naam wordt in literatuurverwijzingen meestal afgekort tot Weed Tech. Het wordt uitgegeven door de Weed Science Society of America en verschijnt 4 keer per jaar.